# Цирк со звёздами
«Цирк со звёздами» — развлекательная телепрограмма «Первого канала», состоявший из двух сезонов. Первый прошёл с марта по май 2007 года, а второй — с февраля по апрель 2008 года. Проект проходил в Московском цирке им. Ю. Никулина на Цветном бульваре. В июле 2010 года в эфир выходили повторы части выпусков первого сезона. В 2015 году в рамках проекта «Коллекция Первого канала» был повторно показан гала-концерт первого сезона. Программа создана на основе австралийского телевизионного шоу «Celebrity Circus», выходившего всего в 14 странах мира, помимо Австралии.

## О программе
Первая программа была снята 28 февраля 2007 года в цирке им. Юрия Никулина на Цветном Бульваре. Показана она была по «Первому каналу» 4 марта 2007 года. Первую передачу посмотрела четверть от всех российских телезрителей (доля составила 24,5 %, рейтинг — 10,7 %).
Проект носил соревновательный характер и длился 3 месяца. Каждый из участников представил на суд жюри и зрителей шесть различных номеров в шести различных цирковых жанрах: клоунаде, акробатике, эквилибристике, гимнастике, иллюзии, дрессуре животных. Для достижения этих целей авторами рядом с участниками ставились опытные цирковые профи. Каждую неделю проект покидали его участники — по результатам зрительского голосования. К концу проекта (май 2007 года) в нём осталось всего 4 участника. Жюри проекта, оценивавшее смелость, артистизм и уровень освоения участниками передачи новой профессии, возглавил Максим Никулин.
В 2008 году было снято продолжение, но уже под другим названием — «Цирк». Ведущим второго сезона проекта был один Иван Ургант. Кроме того, во втором сезоне программа выходила уже в субботу в двух частях, прерываясь на программу «Время».

## Победители первого сезона
Первое место — Сергей Лазарев
Второе место — Ефим Шифрин
Третье место — Ксения Собчак, Евгений Стычкин

## Над программой работали
- Генеральный продюсер — Ольга Стародубцева
- Режиссёр — Оксана Дружинина[11], Феликс Михайлов[12]
- Ведущие — Иван Ургант, Александра Волковская (1999[13])
- Члены жюри:
  - Генрих Ротман, Екатерина Стриженова и Алексей Кравченко (11.03.2007)
  - Михаил Швыдкой (11.03.2007, 18.03.2007, 01.04.2007, 08.04.2007, 30.04.2007, 12.04.2008)
  - Эдгард Запашный (18.03.2007, 09.02.2008)
  - Наташа Королёва и Владимир Меньшов (18.03.2007)
  - Михаил Багдасаров (25.03.2007, 13.05.2007)
  - Виктор Гусев (25.03.2007, 30.04.2007, 13.05.2007, 05.04.2008)
  - Мария Голубкина и Александр Мохов (25.03.2007)
  - Юрий Дуров, Мария Шукшина и Алексей Немов (01.04.2007)
  - Максим Никулин (08.04.2007—30.04.2007, 16.02.2008, 15.03.2008, 22.03.2008, 05.04.2008, 12.04.2008, 26.04.2008)
  - Марина Голуб (08.04.2007, 13.05.2007, 16.02.2008, 01.03.2008, 29.03.2008, 05.04.2008, 19.04.2008, 26.04.2008)
  - Арина Шарапова (08.04.2007)
  - Александр Жулин (15.04.2007, 09.02.2008)
  - Екатерина Андреева и Владислав Галкин (15.04.2007)
  - Елена Воробей (22.04.2007, 22.03.2008)
  - Владислав Третьяк (22.04.2007, 13.05.2007)
  - Андрей Малахов (22.04.2007)
  - Татьяна Лазарева (30.04.2007), Иосиф Кобзон (09.02.2008, 16.02.2008, 19.04.2008, 26.04.2008)
  - Яна Чурикова (09.02.2008), Ефим Шифрин (16.02.2008)
  - Мстислав Запашный (01.03.2008, 22.03.2008)
  - Александр Цекало и Ксения Собчак (01.03.2008)
  - Анастасия Волочкова, Валентин Юдашкин и Евгений Стычкин (15.03.2008)
  - Сергей Лазарев (22.03.2008)
  - Аскольд Запашный, Елена Малышева и Сергей Белоголовцев (29.03.2008)
  - Жанна Фриске (05.04.2008)
  - Илья Авербух (12.04.2008)
  - Артур Багдасаров и Валдис Пельш (19.04.2008)
  - Татьяна Навка (26.04.2008)

## Участники первого сезона
- Сергей Лазарев
- Ефим Шифрин
- Ксения Собчак
- Евгений Стычкин
- Жанна Фриске
- Яна Чурикова
- Анастасия Стоцкая
- Сергей Белоголовцев
- Елена Корикова
- Светлана Хоркина
- Дуэт «Чай вдвоём» (Денис Клявер, Стас Костюшкин)
- Артём Михалков

## Участники второго сезона[14]
- Валерий Николаев
- Ирина Лачина
- Владимир Турчинский
- Анита Цой
- Тимур Батрутдинов
- Ирина Чащина
- Ольга Шелест[15]
- Антон Комолов
- Дарья Повереннова
- Александр Мохов
- Наталья Подольская
- Кирилл Андреев[16]

## Отзывы участников о проекте
Ефим Шифрин:

Мне кажется, что «Цирк со звёздами» — самый интересный и важный из всех альтернативных ему телепроектов. Он имеет отношение к актёрской профессии. Кроме того, мне кажется, что он, как ни один другой проект, позволяет человеку совершить за короткий срок множество важных метаморфоз, начиная с преодоления самого себя. По-моему, я сыграл в «Цирке со звёздами» свою лучшую роль, хотя не произнёс ни слова.

Сергей Лазарев:

За то время, пока мы готовились к своим выступлениям, я подружился со многими артистами цирка на Цветном бульваре, ведь мы всегда были вместе. Я готовился к своим выступлениям, а они — к своим. И всё это время я был бок о бок с ними. Поэтому сейчас, когда проект заканчивается, я начинаю скучать по всему, что было со мной в цирке.